# Оба лучше
Оба лучше — рассказ Антона Павловича Чехова. Написан в 1885 году, впервые опубликован в журнале «Осколки», 1885, № 13 от 30 марта с подписью А. Чехонте.

## Публикации
Рассказ А. П. Чехова «Оба лучше» написан в 1885 году, впервые опубликован в журнале «Осколки», 1885, № 13 от 30 марта с подписью А. Чехонте. Рассказ включен в первое издание «Пестрых рассказов».
После выхода рассказа в печати критика выделила рассказ, как один из лучших в сборнике.

## Сюжет
Рассказ написан от первого лица. Молодожены после свадьбы делают визиты. Мужчина считал, что не следовало бы «вовсе не ехать к моим знакомым, но не поехать значило бы навлечь на себя множество нареканий и неприятностей». У его жены в списке знакомых были «полковницы, генеральши, баронесса Шепплинг (через два „п“), граф Дерзай-Чертовщинов и целая куча институтских подруг-аристократок; с моей же стороны было одно сплошное моветонство: дядюшка, отставной тюремный смотритель, кузина, содержащая модную мастерскую, чиновники-сослуживцы — все горькие пьяницы и забулдыги, из которых ни один не был выше титулярного, купец Плевков и проч.»
В ходе визита к дяде мужа, человеку старинного рода, Пупкину, тот устыдился своего вида и сбежал из комнаты. Беспорядок в доме и рассказы дяди привели молодых в смущение. Муж чувствовал себя уничтоженным и оплёванным.
Перед последующим визитом к баронессе Шепплинг, знакомой жены, та рассказала мужу про её немощность и что баронесса непременно попросит у него взаймы.
Мужа успокоило, что и со стороны жены есть знакомые, от которых можно краснеть. Он подумал, зря отказался от солонины дяди, вспомнил, что у его знакомого Плевкова подают хороший коньяк, поросенка с хреном и скомандовал вознице ехать к нему.